# سيركل بروج

الشعار السابق

نادي سيركل بروج الملكي الرياضي (بالهولندية: Cercle Brugge Koninklijke Sportvereniging) نادي كرة قدم بلجيكي يلعب حاليا في الدوري البلجيكي للمحترفين. تم تأسيس النادي في سنة 1899.